# Podivín
Podivín (en allemand : Kostel) est une ville du district de Břeclav, dans la région de Moravie-du-Sud, en République tchèque. Sa population s'élevait à 2 929 habitants en 2024.

## Géographie
Podivín se trouve à 9 km au nord-nord-est de Břeclav, à 45 km au sud-sud-est de Brno et à 224 km au sud-est de Prague.
La commune est limitée par Rakvice au nord-ouest, par Velké Bílovice au nord-est, par Ladná au sud-est et par Lednice au sud-ouest.

## Histoire
La première mention écrite de la localité date de la première moitié du XIIIe siècle.

## Patrimoine
Le château de Podivín, Janův hrad ou Janohrad (littéralement « château de Jean ») est inscrit au patrimoine mondial de l'UNESCO, comme élément du Paysage culturel de Lednice-Valtice.

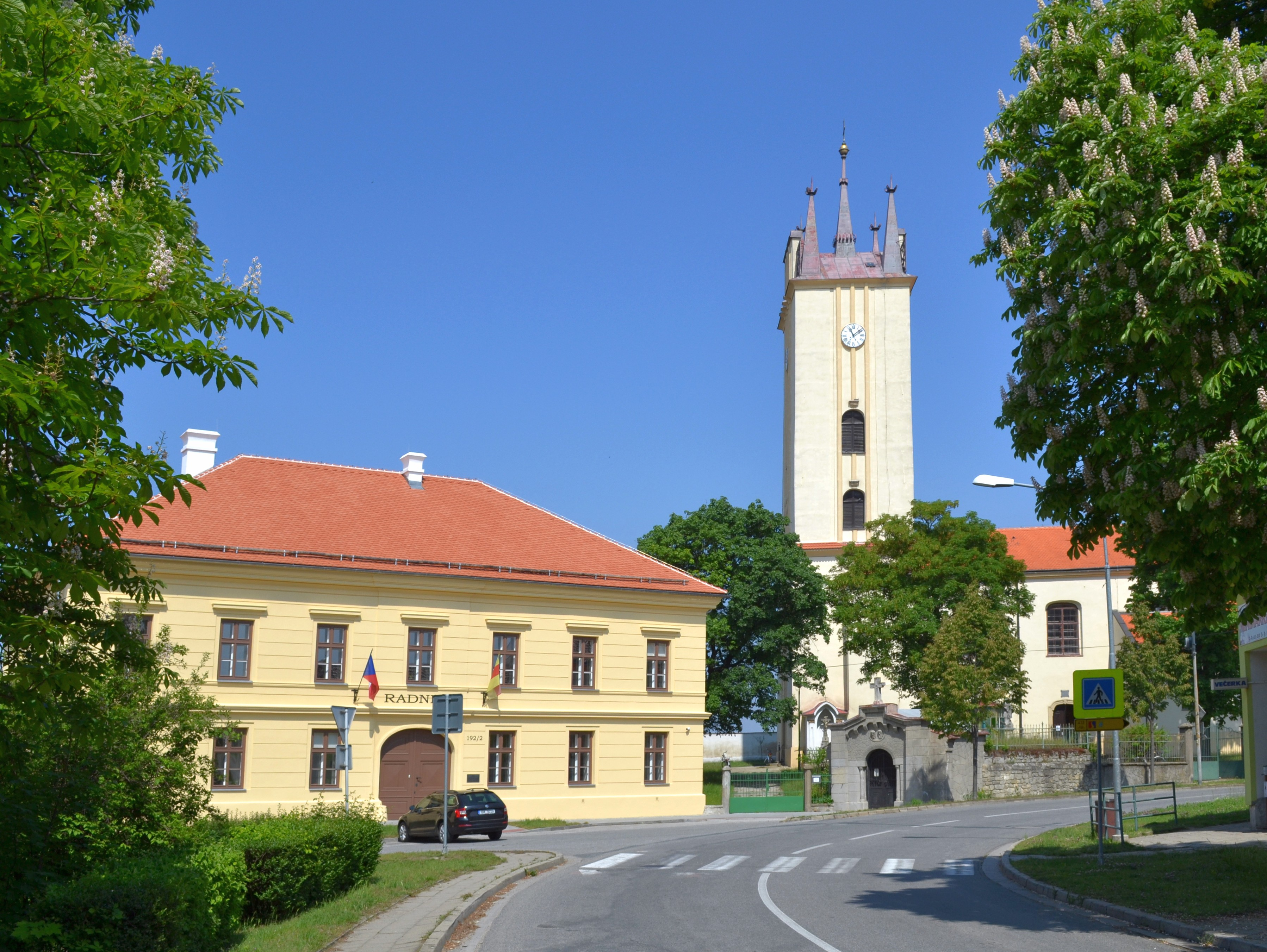
Hôtel de ville et église.
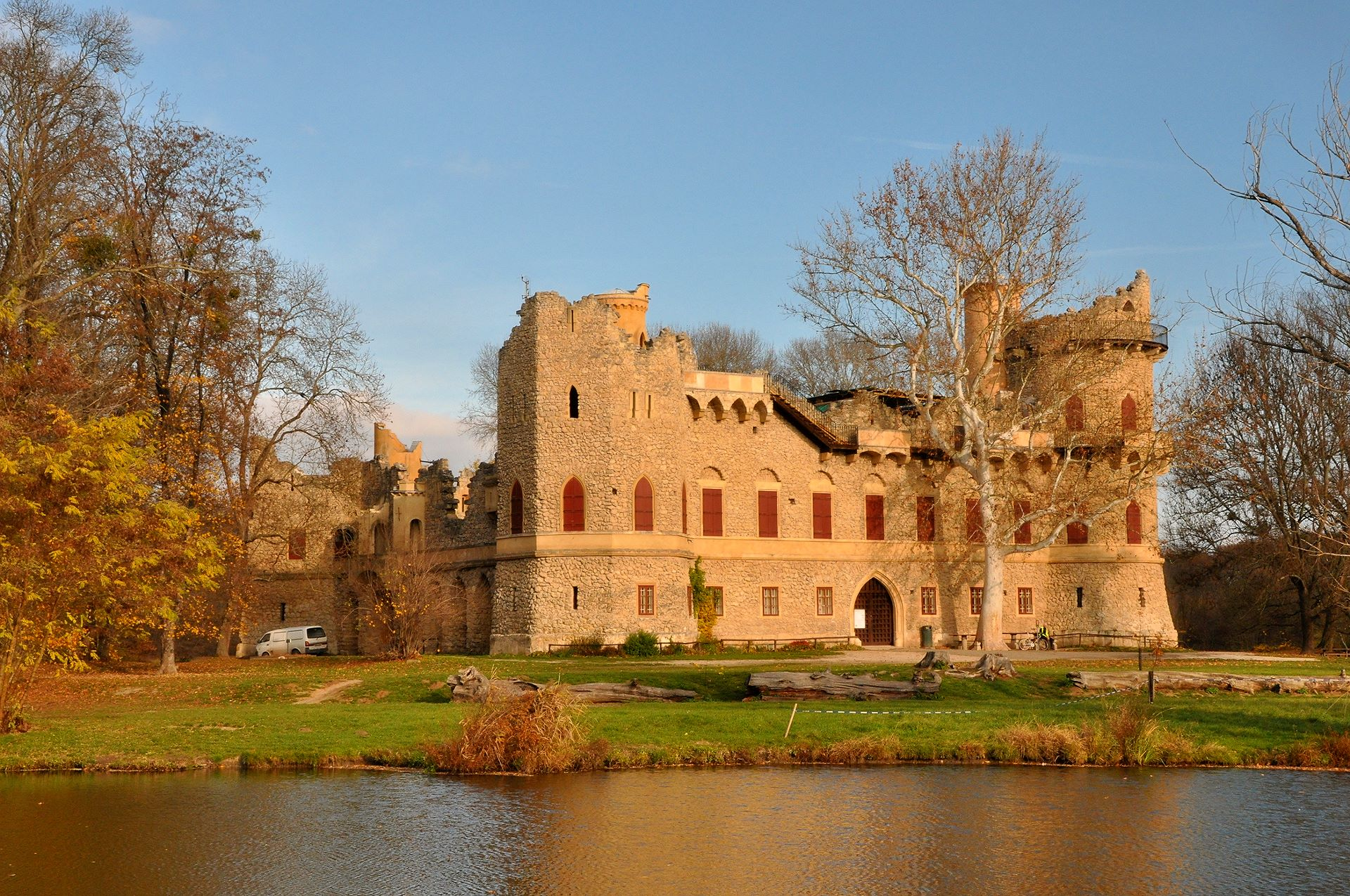
Château de Lednice.

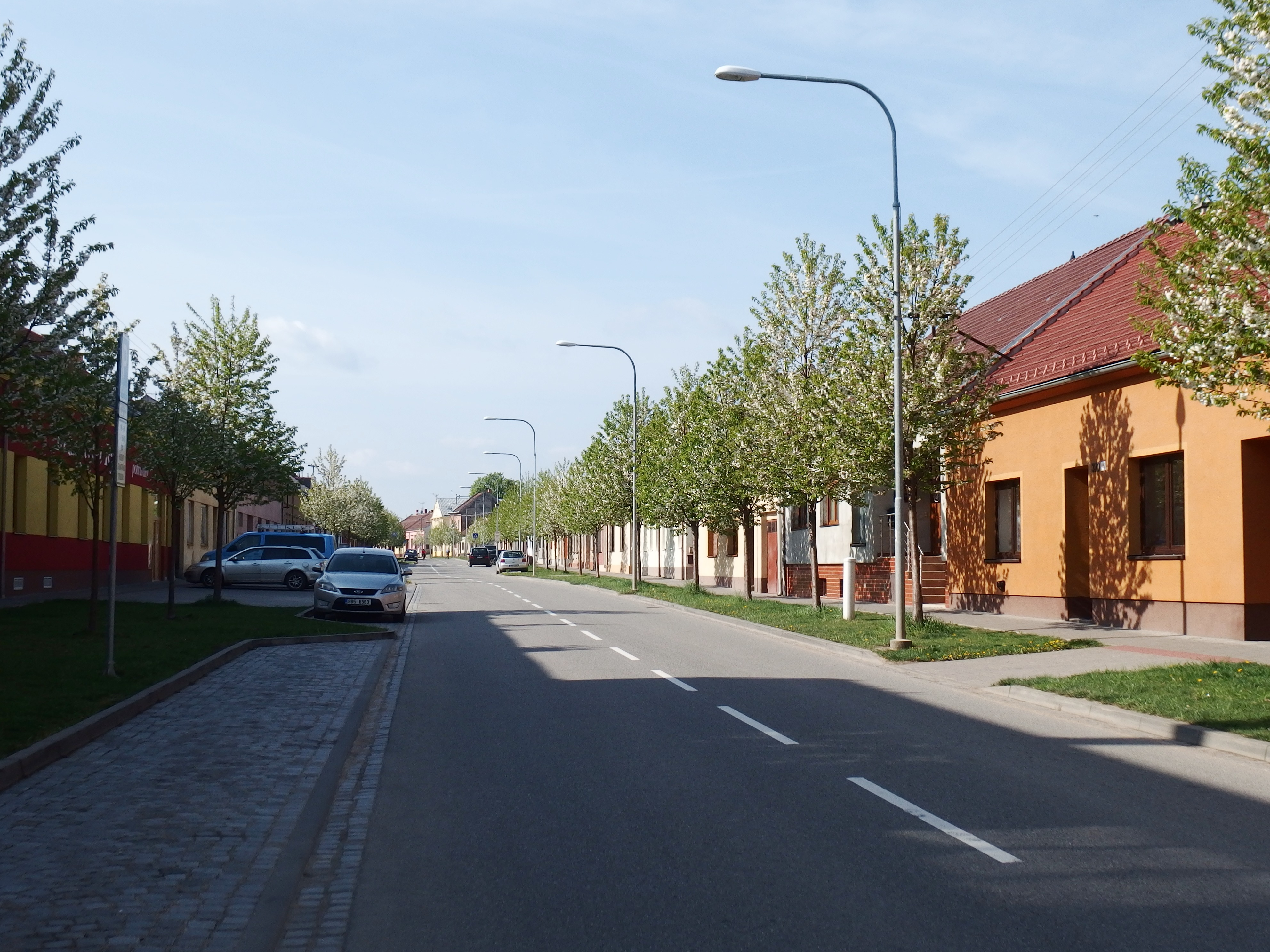
Rue Palackého.
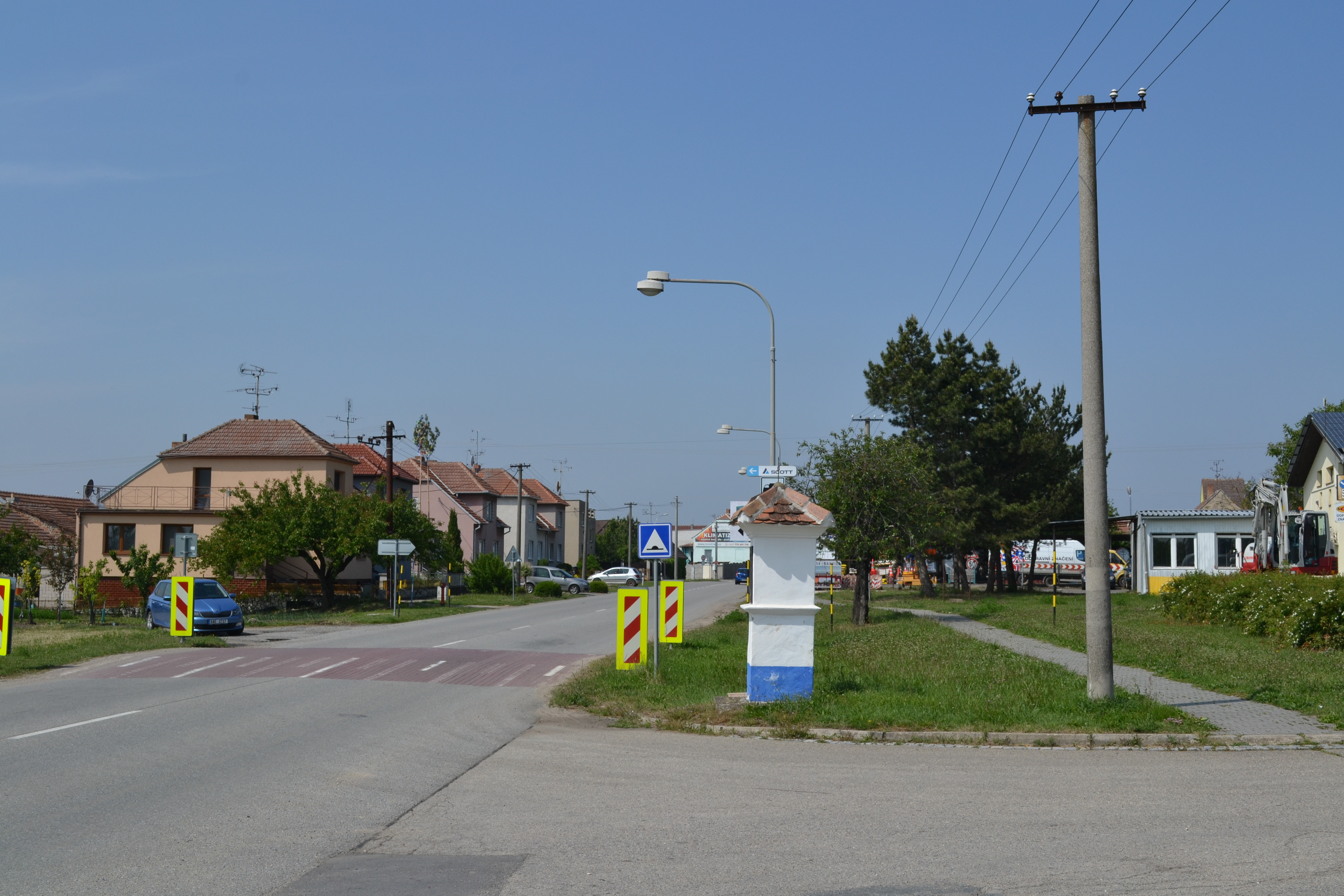
Rue Bratislavská.

## Transports
La commune est desservie par l'échangeur no 41 de l'autoroute D2, qui relie Brno à la frontière slovaque et constitue une section de la route européenne 65.